# Laboratório Nacional Lawrence Berkeley

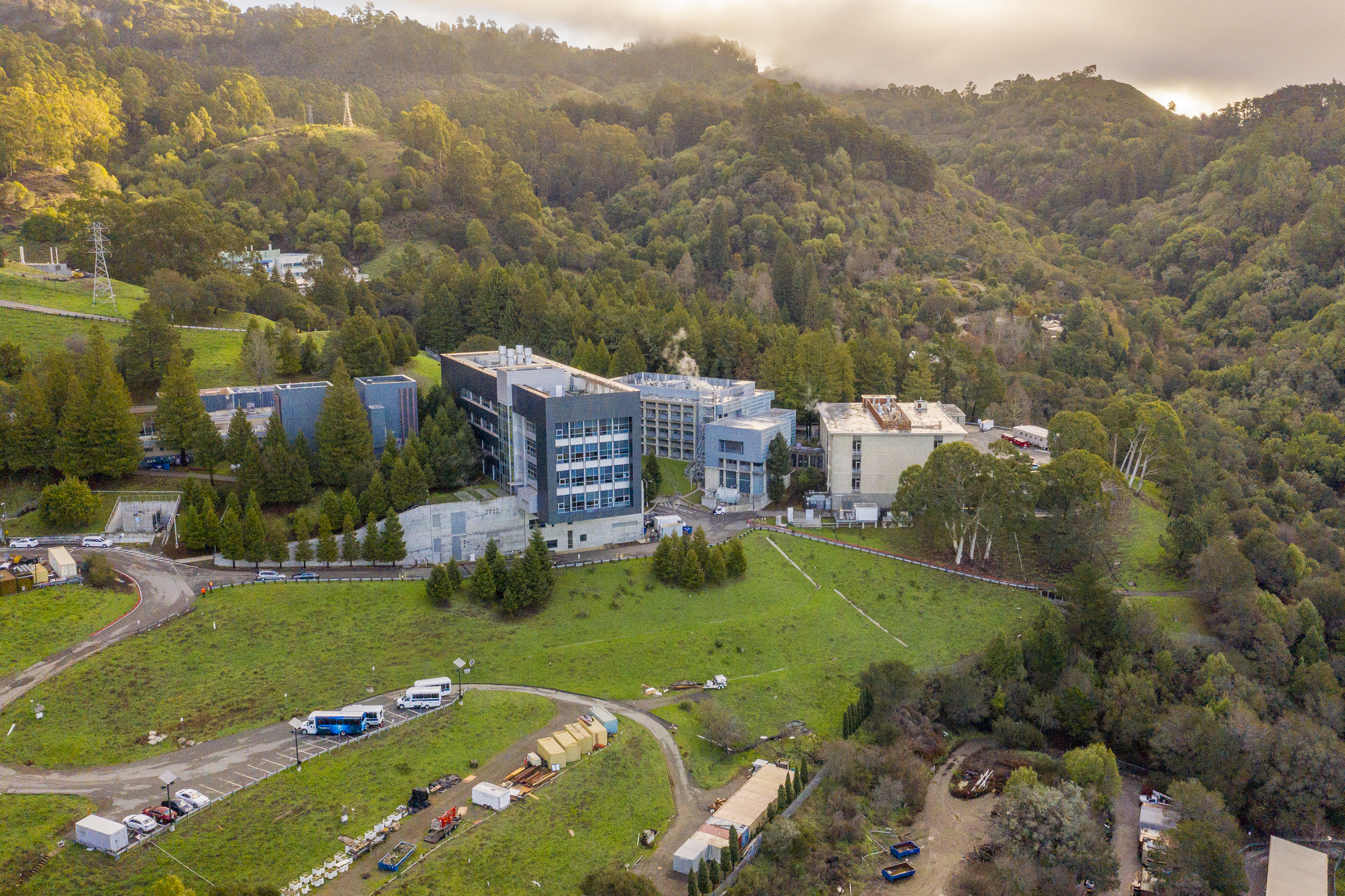
A Fundição Molecular do laboratório e edifícios adjacentes.

O Laboratório Nacional Lawrence Berkeley (em inglês: Lawrence Berkeley National Laboratory) é um laboratório do DOE que leva a cabo investigação científica não-secreta. Encontra-se localizado em terrenos da Universidade de Berkeley, nas colinas acima da zona central do campus universitário. É gerida e operada pela Universidade da Califórnia. O Laboratório de Berkeley tem a distinção de ser o mais antigo dos Laboratórios Nacionais do DOE norte-americano.